# 31635 Anandarao
31635 Anandarao è un asteroide della fascia principale. Scoperto nel 1999, presenta un'orbita caratterizzata da un semiasse maggiore pari a 2,9104377 UA e da un'eccentricità di 0,0142764, inclinata di 3,66182° rispetto all'eclittica.